# French Cancan (film)
Pour les articles homonymes, voir Cancan (homonymie) et French.
Pour plus de détails, voir Fiche technique et Distribution.
French Cancan est un film franco-italien réalisé par Jean Renoir, sorti en 1955.

## Synopsis
Henri Danglard est le directeur du Paravent Chinois, une salle de spectacle située à Montmartre. Sa maîtresse, la comédienne Lola de Castro, dite « la Belle Abbesse », en est la vedette. Pour attirer une clientèle de bourgeois, il décide de relancer une danse passée de mode, le cancan, et de faire construire un nouvel établissement, le Moulin-Rouge. Nini, une ancienne blanchisseuse, devient sa nouvelle étoile et le prince Alexandre finance la construction du nouvel établissement, par amour pour Nini.

## Fiche technique
Sauf indication contraire, les informations mentionnées dans cette section peuvent être confirmées par les bases de données cinématographiques IMDb et Allociné,  présentes dans la section « Liens externes ».
- Réalisation : Jean Renoir

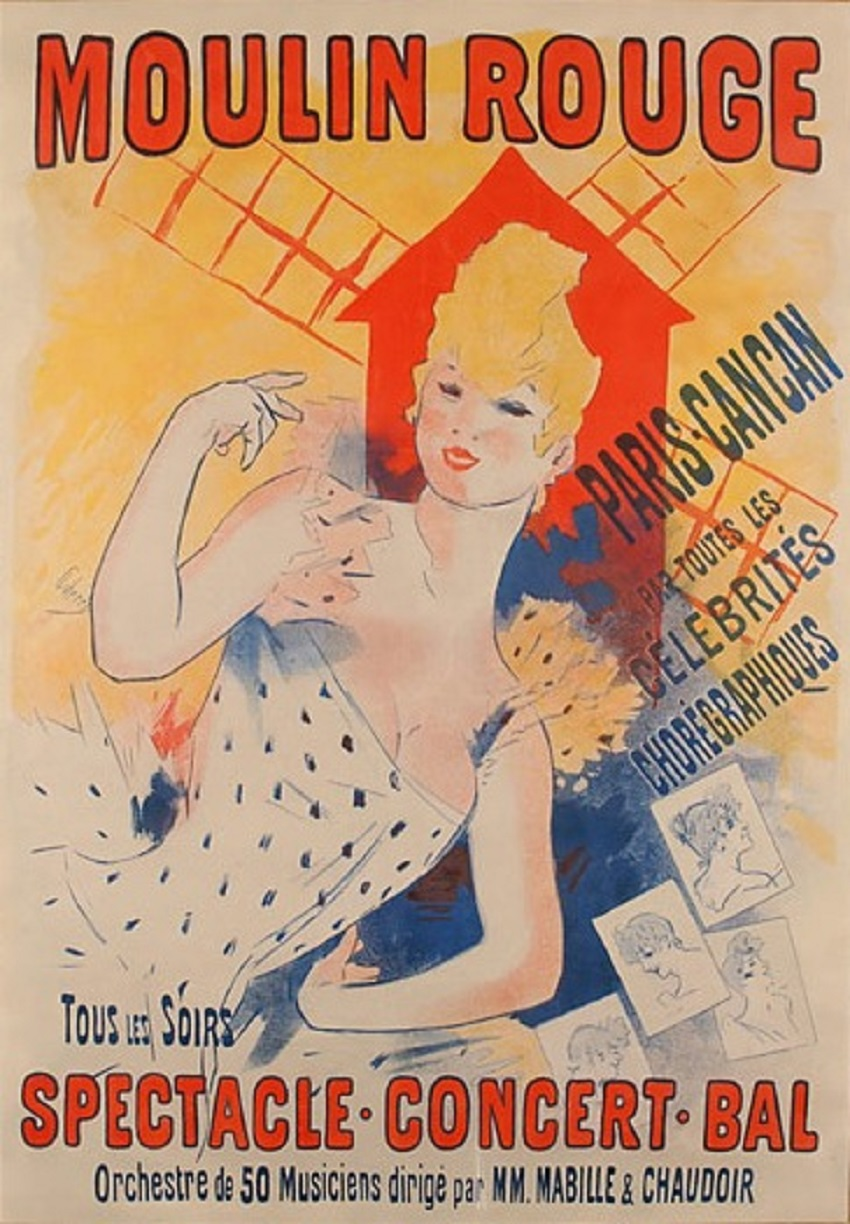
Henri Danglard (Jean Gabin) crée le Moulin-Rouge

  - Assistants réalisateur : Serge Vallin, Pierre Kast ; stagiaires Jacques Rivette, Paul Seban, Edmond Lévy, Jean-Claude Brialy
- Scénario : Jean Renoir sur une idée d’André-Paul Antoine
- Dialogues : Jean Renoir
- Musique : Georges Van Parys (Éditions Méridian)
- Chanson : La Complainte de la butte
  - Paroles de Jean Renoir et musique de Georges Van Parys
  - Interprétée par Cora Vaucaire
- Chorégraphie : Claude Grandjean
- Photographie : Michel Kelber
- Montage : Boris Lewin
- Décors : Max Douy, assistants Jacques Saulnier, Jean André et Jacques Douy
- Costumes : Rosine Delamare, exécutés par Paulette Coquatrix, Barbara Karinska
- Son : Antoine Petitjean
- Affiche : Clément Hurel ; René Gruau ; René Péron
- Production : Louis Wipf
- Sociétés de production : Franco London Films (France), Jolly Films (Italie)
- Sociétés de distribution : Gaumont, Les Acacias
- Pays d'origine :  France /  Italie
- Langue originale : français
- Tournage : 4 octobre au 20 décembre 1954 aux studios de Joinville et aux studios Francœur[1]
- Format : couleur (Technicolor) — 35 mm — 1,37:1 — Son : mono (Western Electric Sound System)
- Genre : comédie dramatique
- Durée : 108 minutes
- Mentions CNC : tous publics, Art et Essai (visa d'exploitation no 9564 délivré le 12 avril 1955)
- Dates de sortie :
  - France : 27 avril 1955 (au Gaumont Palace à Paris)
  - Italie : 22 septembre 1955 (Rome)
- Affiches : René Péron, Clément Hurel (France)

## Distribution
Sauf indication contraire, les informations mentionnées dans cette section peuvent être confirmées par les bases de données cinématographiques IMDb et Allociné,  présentes dans la section « Liens externes ».
- Jean Gabin : Henri Danglard, directeur du « Paravent Chinois » puis du « Moulin-Rouge »
- Françoise Arnoul : Nini, la petite blanchisseuse
- María Félix : Lola de Castro dite « la Belle Abbesse »
- Philippe Clay : Casimir dit « Casimir le Serpentin »
- Anna Amendola (voix chantée : Cora Vaucaire) : Esther Georges, la chanteuse découverte par Danglard
- Giani Esposito : le prince Alexandre
- Franco Pastorino : Paulo, l'ami de Nini
- Jean-Roger Caussimon : le baron Adrien Walter
- Jean Parédès : Coudrier
- Albert Rémy : Barjolin
- Pierre Olaf : Roberto, le Pierrot siffleur
- Gaston Gabaroche : Oscar, le pianiste
- Jacques Jouanneau : Bidon, un des pickpockets
- Jean-Marc Tennberg : Savate, l'autre pickpocket
- Dora Doll : la Génisse, « gagneuse » du pickpocket Savate
- Gaston Modot : le valet de chambre de Danglard
- Michèle Philippe : Éléonore
- Michel Piccoli : le capitaine Valorgueil
- France Roche : Béatrix
- Valentine Tessier : madame Olympe, la mère de Nini
- Édith Piaf : Eugénie Buffet
- Patachou : Yvette Guilbert
- André Claveau : Paul Delmet
- Jean Raymond : Paulus
- Pâquerette : Mimi Prunelle, ancienne danseuse
- Palmyre Levasseur : une blanchisseuse
- Léo Campion : le commandant
- Hubert Deschamps : le garçon de café
- Rosy Varte : une cliente du café
- Max Dalban : le patron de la « Reine Blanche »
- Maximilienne : 1re cliente mécontente à la blanchisserie
- Michèle Nadal : Bigoudi
- Jaque Catelain : Gustave, le ministre
- Anne-Marie Mersen : Paquita
- Jacques Marin : un homme dans la file d'attente
- Henri-Jacques Huet : un homme dans la file d'attente
- Paul Mercey : un bourgeois
- Lydia Johnson (it) : Guibole, le professeur de danse
- Annick Morice : Thérèse
- Sylvine Delannoy : Titine
- Laurence Bataille : la Pygmée
- Jedlinska : la Gigolette
- Claude Arlay : un gommeux
- Jacques Ciron : un gommeux
- Claude Berri : un jeune homme à l'inauguration
- Jacques Hilling : le chirurgien
- Ursula Kübler : une danseuse de « La reine blanche »
- Pierre Moncorbier : l'huissier
- Jean Mortier : le gérant de l'hôtel
- Jean Sylvère : le groom
- André Numès Fils : le voisin irascible
- François Joux : le secrétaire
- Roger Saget : le gros entrepreneur
- Joëlle Robin : une fille
- Léon Larive : un bourgeois
- R.J. Chauffard : l'inspecteur de police
- Jean-Marie Amato : le peintre mondain
- Jean Castanier : Bordoux
- Robert Auboyneau : le liftier
- Robert Thomas : un spectateur
- Pierre Duncan : un gendarme
- Laure Paillette : la bonne qui se lamente
- Robert Mercier : un artisan
- Martine Alexis
- Bruno Balp (doublé par Mario Juillard)
- Dorothée Blanck
- Henri-Roland Hercé
- Carine Jansen
- René Pascal
- André Philip
- Jacques Pills
- Maurice Barnay
- Maïa Jusanova
- Valentino Garavani

## Commentaires
- French Cancan est émaillé de prestations d'artistes de music-hall : Cora Vaucaire (avec la chanson La Complainte de la butte), Édith Piaf, Patachou, André Claveau et Philippe Clay.
- Franco Pastorino est un acteur italien, né et mort à Milan (25 décembre 1933-13 juillet 1959). Il a tourné une dizaine de films entre 1951 et 1958, et French Cancan est son seul film tourné en France.
- Lydia Johnson (it) (Lidia Abramanovitch) est une comédienne et danseuse, née le 6 janvier 1896 en Russie (Rostov). Elle meurt le 3 avril 1969 à Naples en Italie. Elle a tourné une vingtaine de films en Russie puis en Italie. French Cancan reste sa seule expérience française.

## Distinctions
- 1956 : Grand Prix de l'Académie du Cinéma